# Déterminisme social
 (novembre 2018).
Si vous disposez d'ouvrages ou d'articles de référence ou si vous connaissez des sites web de qualité traitant du thème abordé ici, merci de compléter l'article en donnant les références utiles à sa vérifiabilité et en les liant à la section « Notes et références ».
Le déterminisme social est une approche en sciences sociales, et en santé publique selon laquelle les pensées et les comportements des individus sont influencés par des contraintes sociales, nommées déterminants sociaux ou facteurs socioéconomiques, selon les études.
Les déterminants sociaux ont une influence significative, statistiquement observée, sur les individus et populations, la plupart du temps sans que ceux-ci en aient conscience. Les déterminants sociaux de santé en sont un exemple largement étudié. 
Le déterminisme en sciences sociales est dit « faible », il s'agit d'influence significative, mais non pas de lois du social. Le déterminisme fort, au sens des sciences de la nature impliquerait qu'une personne n'ait aucun choix d'action, ce qui est contraire aux faits observés : les gens font des choix, librement, mais dans des contextes spécifiques.
Le déterminisme faible, est donc employé en psychologie, sciences sociales ou génétique et n'implique  pas l'absence de liberté individuelle ou de rationalité.

## Évolution conceptuelle

### Contexte historique
Le terme sociologie apparaît avec Auguste Comte, philosophe français, voulant découvrir les lois physiques du social, une ambition vers un déterministe fort ; idée abandonnée depuis l'émergence de la discipline.

### Émergence de la sociologie: Contrainte sociale
En tant que discipline, la sociologie se distingue par son objet d'étude de phénomènes de nature ni biologique, ni physique ; par l'étude de fait social.  Les phénomènes de nature sociologique sont décrits dès la fondation de la discipline par Émile Durkheim, le monde social se caractérise selon lui par une force distincte des forces de la nature, qui exerce une pression contraignante, sur l'action des individus.
Les normes sociales s'imposent aux individus, les faits sociaux émettent une contrainte et pour soutenir ses propos, Durkheim utilise l'exemple des comportements déviants ; c'est lorsqu'un individu tente de contrevenir à une norme sociale que la contrainte imposée par le fait social est observable.
Un exemple célèbre est son travail sur le suicide, qu'il envisage comme un fait social issu d'un comportement induit par des faits sociaux (normes, socialisation, valeurs) exerçant leurs forces. Il s'agit chez Durkheim, d'un déterminisme faible : bien que la pression sociale puisse être dans certains cas très forte, la déviance s'observe.

### Habitus
Le concept d'habitus créé par le sociologue Pierre Bourdieu se rapproche d'un fait social, car il se construit lors d'interactions et est hérité par socialisation. L'Habitus est aussi vu comme ayant une influence significative sur les actions individuelles. Un déterminisme faible et non fort, est présent dans la sociologie bourdieusienne, vers un déterminisme faible.

### Distinction chez Boudon
Raymond Boudon, tenant de l'individualisme méthodologique, tient à la place de la liberté individuelle et voit dans la notion de déterminisme social et de contraintes structurelles un souci pour la liberté d'action et de faire des choix.
Il propose un déterminisme tempéré qui consiste en l'écriture de simples propositions conditionnelles, très localisées (dans le temps et l'espace). Boudon a nommé ce type de déterminisme, qui pourrait s'apparenter à une démarche de compréhension du réel, « déterminisme par plaques ». Cette démarche a le mérite de converger selon les réflexions de Karl Popper au sujet de la distinction entre loi absolue (en quelque sorte, l'objectif d'un déterminisme social « strict ») et loi conditionnelle (relative à un déterminisme « tempéré ») : la loi absolue est-elle un objectif raisonnable en sciences humaines dans la mesure où les lois absolues édictées par le passé semblent elles-mêmes reposer implicitement sur des lois conditionnelles ?

## Déterminants sociaux
Les déterminants sociaux affectant la santé ainsi que les déterminants socioéconomiques sont les plus largement étudiés. 